# Liste d'aéroports classés selon le nombre de passagers internationaux
 (juillet 2023).
Cet article présente une liste des aéroports mondiaux classés par le nombre annuel de passagers internationaux.

## Classement de 2015
Le classement d'avril 2015 est connu par le site aci.aero.
| Rang | Aéroport                     | Situation                                | Total passagers | Rang Évolution | % d'évolution |
| ---- | ---------------------------- | ---------------------------------------- | --------------- | -------------- | ------------- |
| 1.   | Dubaï                        | Dubaï, Émirats arabes unis               | 71 548 061      | 1              | 8,6 %         |
| 2.   | Aéroport de Londres-Heathrow | Londres, Royaume-Uni                     | 68 310 701      | 1              | 2,4 %         |
| 3.   | Hong Kong                    | Hong Kong, République populaire de Chine | 64 767 139      | en stagnation  | 9,2 %         |
| 4.   | Paris-Charles-de-Gaulle      | Paris, France                            | 58 780 759      | en stagnation  | 3,5 %         |
| 5.   | Amsterdam-Schiphol           | Amsterdam, Pays-Bas                      | 55 537 414      | 1              | 5,7 %         |
| 6.   | Francfort                    | Francfort-sur-le-Main, Allemagne         | 53 281 149      | 1              | 3,8 %         |
| 7.   | Singapour                    | Changi, Singapour                        | 53 218 000      | 2              | 0,8 %         |
| 8.   | Incheon                      | Grand Séoul, Corée du Sud                | 47 281 052      | 1              | 15,9 %        |
| 9.   | Bangkok                      | Bangkok, Thaïlande                       | 39 738 392      | 1              | 3,8 %         |
| 10.  | Istanbul                     | Istanbul, Turquie                        | 38 812 944      | en stagnation  | 14,3 %        |

## Classement de 2013
Le classement de 2013 est connu par le site aci.aero.
| Rang | Aéroport                | Situation                                | Total passagers | Rang Évolution | % d'évolution |
| ---- | ----------------------- | ---------------------------------------- | --------------- | -------------- | ------------- |
| 1.   | Londres Heathrow        | Londres, Royaume-Uni                     | 66 689 466      | en stagnation  | 3,5 %         |
| 2.   | Dubaï                   | Dubaï, Émirats arabes unis               | 65 872 250      | en stagnation  | 15,3 %        |
| 3.   | Hong Kong               | Hong Kong, République populaire de Chine | 59 294 439      | en stagnation  | 6,5 %         |
| 4.   | Paris-Charles-de-Gaulle | Paris, France                            | 56 767 748      | en stagnation  | 1,0 %         |
| 5.   | Singapour               | Changi, Singapour                        | 52 775 360      | 2              | 5,7 %         |
| 6.   | Amsterdam-Schiphol      | Amsterdam, Pays-Bas                      | 52 527 699      | 1              | 3,0 %         |
| 7.   | Francfort               | Francfort-sur-le-Main, Allemagne         | 51 315 550      | 1              | 1,1 %         |
| 8.   | Bangkok                 | Bangkok, Thaïlande                       | 41 302 852      | en stagnation  | 4,9 %         |
| 9.   | Incheon                 | Grand Séoul, Corée du Sud                | 40 785 953      | en stagnation  | 6,4 %         |
| 10.  | Istanbul                | Istanbul, Turquie                        | 33 955 798      | en stagnation  | 14,2 %        |

## Classement de 2008
| Rang | Aéroport                | Situation                                | Total passagers | Rang Évolution | % d'évolution |
| ---- | ----------------------- | ---------------------------------------- | --------------- | -------------- | ------------- |
| 1.   | Londres Heathrow        | Londres, Royaume-Uni                     | 61 345 518      | en stagnation  | 1,2 %         |
| 2.   | Paris-Charles-de-Gaulle | Paris, France                            | 55 804 279      | en stagnation  | 1,6 %         |
| 3.   | Amsterdam-Schiphol      | Amsterdam, Pays-Bas                      | 47 349 319      | en stagnation  | 0,7 %         |
| 4.   | Hong Kong               | Hong Kong, République populaire de Chine | 47 201 000      | 1              | 2,0 %         |
| 5.   | Francfort               | Francfort-sur-le-Main, Allemagne         | 46 707 577      | 1              | 0,8 %         |
| 6.   | Dubaï                   | Dubaï, Émirats arabes unis               | 36 592 307      | 2              | 9,3 %         |
| 7.   | Singapour               | Changi, Singapour                        | 36 288 050      | 1              | 3,0 %         |
| 8.   | Narita                  | Tōkyō, Japon                             | 32 343 590      | 1              | 5,5 %         |
| 9.   | Londres Gatwick         | Londres, Royaume-Uni                     | 30 433 810      | 1              | 2,3 %         |
| 10.  | Madrid-Barajas          | Madrid, Espagne                          | 30 135 120      | ?              | 2,7 %         |

## Classement de 2007
| Rang | Aéroport                            | Situation                                | Total passagers | Rang d'évolution |
| ---- | ----------------------------------- | ---------------------------------------- | --------------- | ---------------- |
| 1.   | Aéroport de Londres-Heathrow        | Londres, Royaume-Uni                     | 62 099 530      | en stagnation    |
| 2.   | Aéroport Paris-Charles-de-Gaulle    | Paris, France                            | 54 901 564      | en stagnation    |
| 3.   | Aéroport d'Amsterdam-Schiphol       | Amsterdam, Pays-Bas                      | 47 677 570      | en stagnation    |
| 4.   | Aéroport de Francfort               | Francfort-sur-le-Main, Allemagne         | 47 087 699      | en stagnation    |
| 5.   | Aéroport international de Hong Kong | Hong Kong, République populaire de Chine | 46 281 000      | en stagnation    |
| 6.   | Aéroport international de Singapour | Changi, Singapour                        | 35 221 203      | 1                |
| 7.   | Aéroport international de Narita    | Tōkyō, Japon                             | 34 289 064      | 1                |
| 8.   | Aéroport international de Dubaï     | Dubaï, Émirats arabes unis               | 33 481 257      | 2                |
| 9.   | Aéroport international de Bangkok   | Bangkok, Thaïlande                       | 31 632 716      | en stagnation    |
| 10.  | Aéroport de Londres-Gatwick         | Londres, Royaume-Uni                     | 31 139 116      | 2                |

## Classement de 2006
| Rang | Aéroport                                             | Situation                                 | Code (IATA) | Total passagers | Changement vs. 2005 |
| ---- | ---------------------------------------------------- | ----------------------------------------- | ----------- | --------------- | ------------------- |
| 1.   | Aéroport de Londres-Heathrow                         | Londres, Royaume-Uni                      | LHR         | 61 348 317      | +0,6 %              |
| 2.   | Aéroport Paris-Charles-de-Gaulle                     | Paris, France                             | CDG         | 51 846 811      | +6,1 %              |
| 3.   | Aéroport Schiphol                                    | Amsterdam, Pays-Bas                       | AMS         | 45 958 075      | +4,5 %              |
| 4.   | Aéroport de Francfort                                | Francfort, Allemagne                      | FRA         | 45 697 176      | +1,9 %              |
| 5.   | Aéroport international de Hong Kong                  | Hong Kong, République populaire de Chine  | HKG         | 43 273 673      | +8,7 %              |
| 6.   | Aéroport international Changi                        | Changi, Singapour                         | SIN         | 33 368 099      | +8,6 %              |
| 7.   | Aéroport de Londres-Gatwick                          | Crawley, Royaume-Uni                      | LGW         | 30 017 002      | +4,4 %              |
| 8.   | Aéroport International Suvarnabhumi                  | Bangkok, Thaïlande                        | BKK         | 29 587 773      | +10,3 %             |
| 9.   | Aéroport international de Dubaï                      | Dubaï, Émirats arabes unis                | DXB         | 27 925 522      | +16,7 %             |
| 10.  | Aéroport international d'Incheon                     | Incheon, Corée du Sud                     | ICN         | 27 661 598      | +8,1 %              |
| 11.  | Aéroport international de Narita                     | Narita, Chiba, Japon                      | NRT         | 27 510 616      | +1,7 %              |
| 12.  | Aéroport international de Madrid-Barajas             | Madrid, Espagne                           | MAD         | 24 828 627      | +10,6 %             |
| 13.  | Aéroport international Franz-Josef-Strauss de Munich | Munich, Allemagne                         | MUC         | 21 390 900      | +9,6 %              |
| 14.  | Aéroport international Atatürk                       | Istanbul, Turquie                         | IST         | 21 265 974      | +10 %               |
| 15.  | Aéroport de Londres Stansted                         | Uttlesford, Royaume-Uni                   | STN         | 20 972 291      | +8,4 %              |
| 16.  | Aéroport international Taiwan Taoyuan                | Taipei, Taïwan                            | TPE         | 20 285 388      | +5,6 %              |
| 17.  | Aéroport international de Dublin                     | Dublin, Irlande                           | DUB         | 20 271 485      | +14,6 %             |
| 18.  | Aéroport international John-F.-Kennedy               | New York, États-Unis                      | JFK         | 19 606 958      | +4,4 %              |
| 19.  | Aéroport de Copenhague                               | Copenhague, Danemark                      | CPH         | 18 898 625      | +3,9 %              |
| 20.  | Aéroport de Milan Malpensa                           | Milan, Italie                             | MXP         | 18 654 497      | +13,9 %             |
| 21.  | Aéroport international de Manchester                 | Manchester, Royaume-Uni                   | MAN         | 18 596 505      | -0,5 %              |
| 22.  | Aéroport de Zurich                                   | Zurich, Suisse                            | ZRH         | 18 444 894      | +8,0 %              |
| 23.  | Aéroport international Pearson de Toronto            | Toronto, Ontario, Canada                  | YYZ         | 17 210 155      | +1,2 %              |
| 24.  | Aéroport Léonard-de-Vinci de Rome Fiumicino          | Rome, Italie                              | FCO         | 17 165 932      | +6,4 %              |
| 25.  | Aéroport international de Los Angeles                | Los Angeles, Californie, États-Unis       | LAX         | 16 917 381      | -3,3 %              |
| 26.  | Aéroport de Bruxelles                                | Bruxelles, Belgique                       | BRU         | 16 571 064      | +3,1 %              |
| 27.  | Aéroport de Vienne-Schwechat                         | Vienne, Autriche                          | VIE         | 16 218 828      | +6,3 %              |
| 28.  | Aéroport international de Shanghai-Pudong            | Shanghai, République populaire de Chine   | PVG         | 16 073 367      | +10,4 %             |
| 29.  | Aéroport Son Sant Joan                               | Palma de Majorque, Îles Baléares, Espagne | PMI         | 16 039 187      | +5,3 %              |
| 30.  | Aéroport international de Barcelone                  | Barcelone, Espagne                        | BCN         | 15 856 708      | +13,5 %             |